# 阿赛
阿赛（英語：Athy，/əˈθaɪ/ ə-THY，意为“Ae浅滩（之镇）”）是爱尔兰基尔代尔郡西南部的城镇，距都柏林西南72公里。人口11,035人（2022年），是基尔代尔郡第六大城镇。